# Juanita, la del cabello rubio

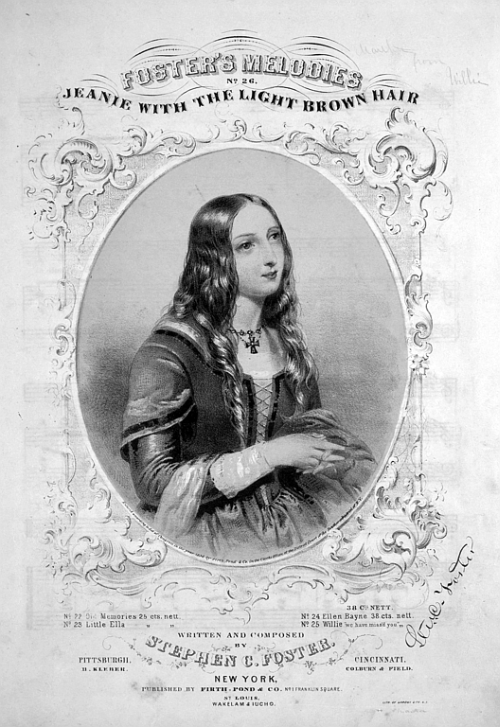
Portada de la partitura original, 1854

Juanita, la del cabello rubio ( título original en inglés: Jeanie with the Light Brown Hair) es una canción de salón compuesta por Stephen Foster y publicada por Firth, Pond & Co. de Nueva York en 1854.
Foster escribió la canción pensando en su esposa Jane McDowell. 
La canción se benefició notablemente con el boicot de la ASCAP de 1941. Durante esa época, la música más moderna no podía difundirse por las principales emisoras de radio, debido a una disputa sobre los derechos de licencia. Las radioemisoras utilizaron entonces canciones en el dominio público y, según la revista Time, «tan a menudo irradiaba BMI a Juanita, la del cabello rubio, que este se le había vuelto gris».
La omnipresencia de la canción en el éter durante la década de 1940 llevó a Spike Jones a crear una parodia titulada «I Dream of Brownie with the Light Blue Jeans». En la canción resulta que Brownie es un terrier de pelo duro. El interludio instrumental incluye una serie de referencias a otras canciones de Foster. 